# مدرسه نور و دانش
مدرسه نور و دانش مربوط به دوره قاجار - دوره پهلوی اول است و در مراغه، خیابان امام خمینی (ره)، کوچه شهید امیر عسجدی واقع شده و این اثر در تاریخ ۲ آبان ۱۳۸۲ با شمارهٔ ثبت ۱۰۴۷۰ به‌عنوان یکی از آثار ملی ایران به ثبت رسیده است.